# ژاله پارلا

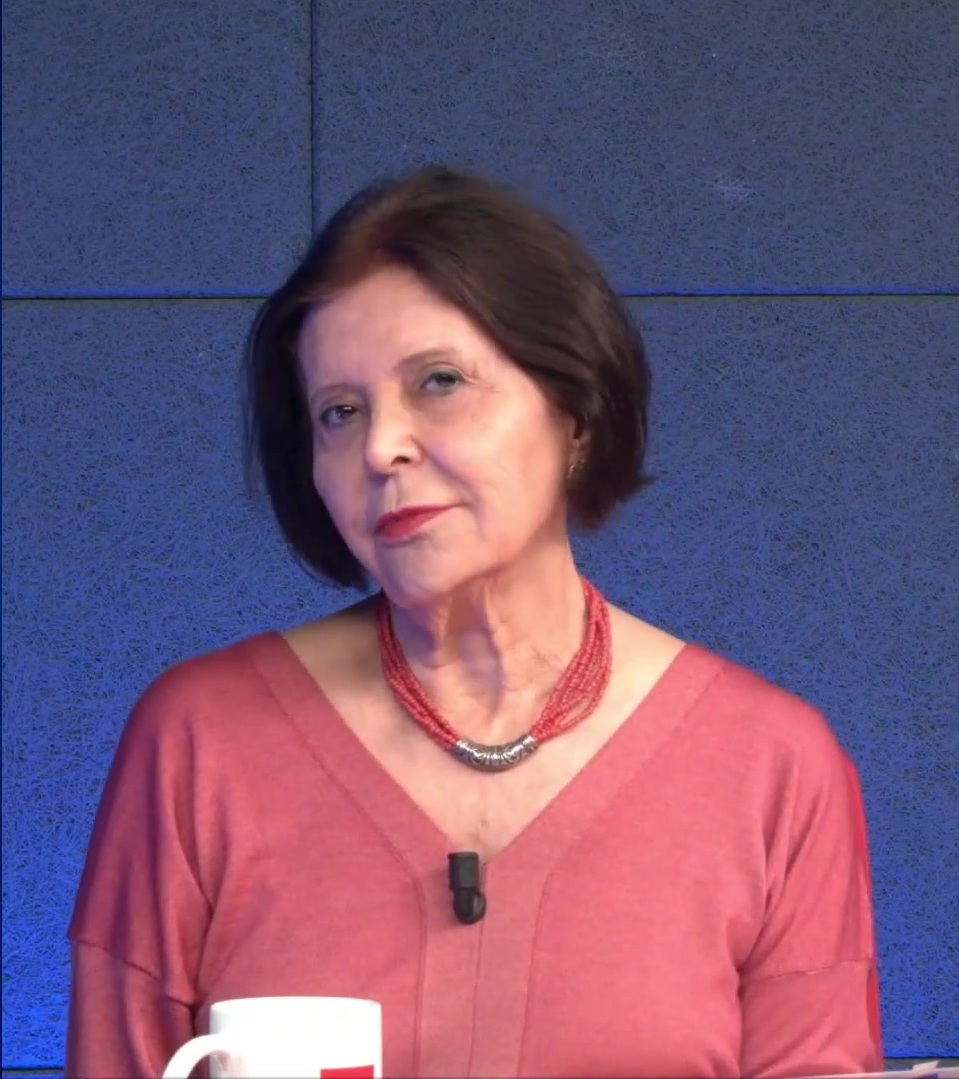
ژاله پارلا در سال ۲۰۲۴

ژاله پارلا (Jale Parla زاده ۵ فوریه ۱۹۴۵، استانبول)، نظریه‌پرداز و منتقد ادبی ترک است.
ژاله پارلا در ۵ فوریه ۱۹۴۵ در استانبول به دنیا آمد. پس از فارغ‌التحصیلی از کالج رابرت، دکترای خود را در رشته ادبیات تطبیقی از دانشگاه هاروارد در سال ۱۹۷۸ دریافت کرد. بین سال‌های ۱۹۷۶ تا ۲۰۰۰، او تحصیلات خود را به عنوان مدرس در دانشگاه بغازیچی در گروه زبان‌ها و ادبیات غربی ادامه داد. او در حال حاضر به عنوان مدرس در گروه ادبیات تطبیقی در دانشگاه بیلگی استانبول مشغول به کار است. از جمله کتابهای وی می‌توان به پدران و پسران/ریشه معرفت‌شناسی در رمان ترکی (۱۹۹۰)، «رمان‌ها از دن کیشوت تا امروز» (۲۰۰۰)، تسلط، شرق‌شناسی و برده‌داری (۱۹۸۵) و نویسنده و دگرگونی در رمان ترکی (۲۰۱۱) اشاره کرد.